# 캐리커처

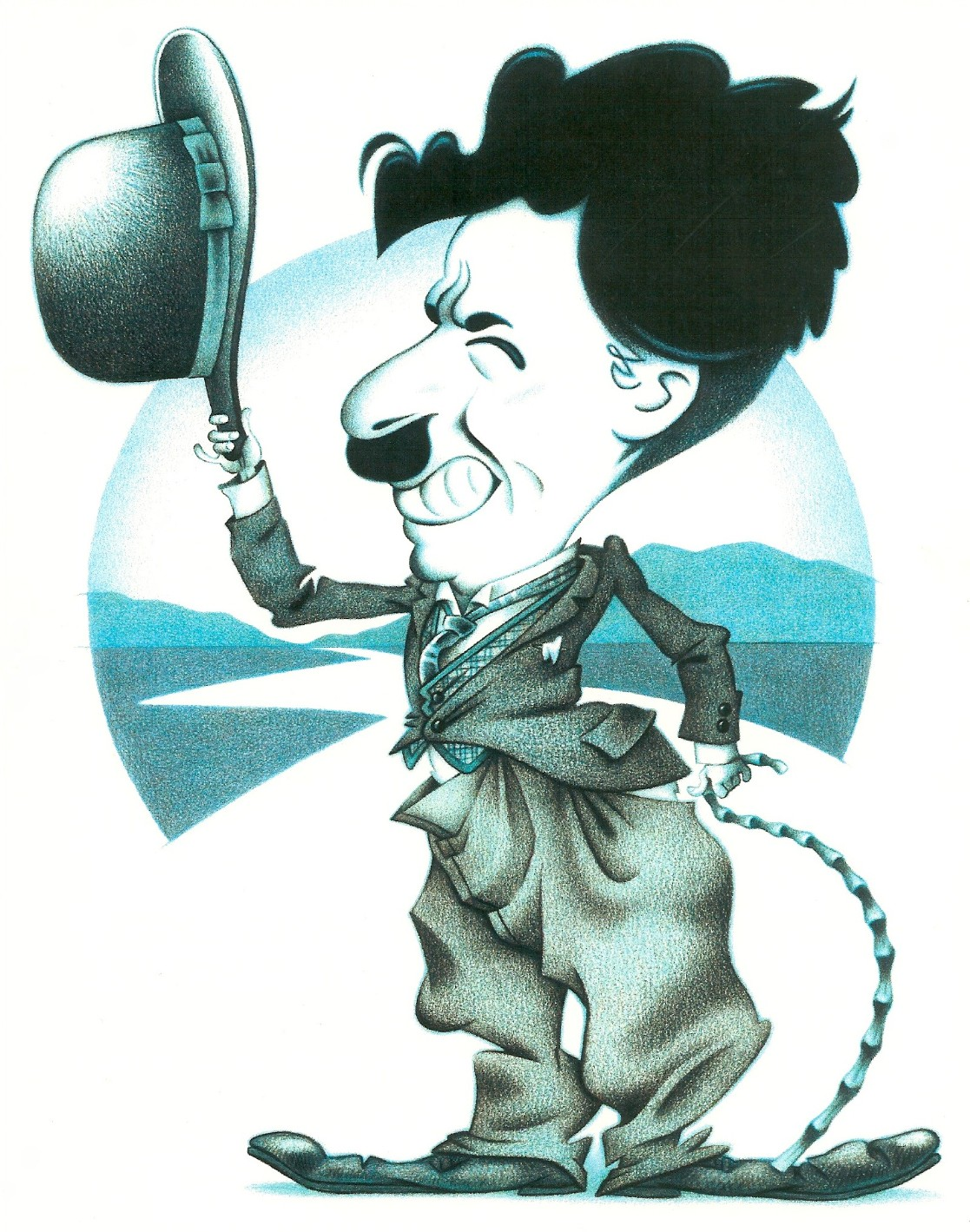

캐리커처(caricature) 또는 희화(戱畵)는 사물의 특징을 과장해서 노출시켜 풍자적 의도에 따라서 신랄하게 그린 작품이다. 본래 회화(繪畵)의 용어이나 현재에는 널리 문학작품에 관해서도 사용되고 있다.
대상의 특징을 스케치, 연필 획 또는 기타 예술적인 드로잉을 통해 단순화 또는 과장된 방식으로 보여주는 렌더링 이미지이다. 캐리커처는 모욕적일 수도 있고 칭찬적일 수도 있으며, 정치적인 목적에 부합하거나 오락용으로만 그려질 수도 있고 두 가지 모두를 위해 그려질 수도 있다. 정치인의 캐리커처는 편집 만화에서 흔히 사용되는 반면, 영화 배우의 캐리커처는 연예 잡지에서 자주 볼 수 있다.
문학에서 캐리커처는 일부 특성을 과장하고 다른 특성을 지나치게 단순화하는 방식으로 사람을 왜곡하여 표현한 것이다.

## 같이 보기
- 만평
- 윌란스 포스텐 무함마드 만평 논란
- 페르소나
- 관상학
- 풍자
- 밈